# Alstroemeria magna
Alstroemeria magna  es una especie fanerógama, herbácea, perenne y rizomatosa perteneciente a la familia de las alstroemeriáceas. Es endémica de la V Región de Valparaíso en Chile.

## Taxonomía
Alstroemeria magna fue descrita por Pierfelice Ravenna, y publicado en Phytologia 64: 284. 1988.
Etimología
Alstroemeria: nombre genérico que fue nombrado en honor del botánico sueco barón Clas Alströmer (Claus von Alstroemer) por su amigo Carlos Linneo.
magna: epíteto latino que significa "grande".